# Championnats du monde féminins de boxe amateur 2014
Navigation
Édition précédente Édition suivante
Les 8e championnats du monde de boxe amateur  féminins se sont déroulés du 13 au 25 novembre 2014 à Jeju en Corée du Sud. 
Organisées par l'AIBA (Association internationale de boxe amateur), les compétitions ont opposé des boxeuses dans 10 catégories de poids différentes. 

## Résultats

### Podiums
| Catégories                  | Or                    | Argent              | Bronze                               |
| Poids mi-mouches (-48 kg)   | Nazym Kyzaibay        | Sarjubala Devi      | Chuthamat Raksat Madoka Wada         |
| Poids mouches (-51 kg)      | Marlen Esparza        | Lisa Whiteside      | Terry Gordini Clelia Marques         |
| Poids coqs (-54 kg)         | Stanimira Petrova     | Marzia Davide       | Ayşe Taş Elena Savelyeva             |
| Poids plumes (-57 kg)       | Zinaida Dobrynina     | Nesthy Petecio      | Tiara Brown Alessia Mesiano          |
| Poids légers (-60 kg)       | Katie Taylor          | Yana Alekseeva      | Yin Junhua Estelle Mossely           |
| Poids super-légers (-64 kg) | Anastasiia Beliakova  | Sandy Ryan          | Shim Hee-jung Sudaporn Seesondee     |
| Poids welters (-69 kg)      | Atheyna Bylon         | Saadat Abdulaeva    | Elena Vystropova Erika Guerrier      |
| Poids moyens (-75 kg)       | Claressa Shields      | Li Qian             | Nouchka Fontijn Ariane Fortin        |
| Poids mi-lourds (-81 kg)    | Yang Xiaoli           | Saweety             | Anastasiia Chernokolenko Elif Güneri |
| Poids lourds (+81 kg)       | Zemfira Magomedalieva | Lazzat Kungeibayeva | Wang Shijin Emine Bozduman           |

### Tableau des médailles
| Rang  | Nation       | Or | Argent | Bronze | Total |
| ----- | ------------ | -- | ------ | ------ | ----- |
| 1     | Russie       | 3  | 1      | 1      | 5     |
| 2     | États-Unis   | 2  | 0      | 1      | 3     |
| 3     | Chine        | 1  | 1      | 2      | 4     |
| 4     | Kazakhstan   | 1  | 1      | 0      | 2     |
| 5     | Bulgarie     | 1  | 0      | 0      | 1     |
| 5     | Irlande      | 1  | 0      | 0      | 1     |
| 5     | Panama       | 1  | 0      | 0      | 1     |
| 8     | Angleterre   | 0  | 2      | 0      | 2     |
| 8     | Inde         | 0  | 2      | 0      | 2     |
| 10    | Italie       | 0  | 1      | 2      | 3     |
| 11    | Azerbaïdjan  | 0  | 1      | 1      | 2     |
| 12    | Philippines  | 0  | 1      | 0      | 1     |
| 13    | Turquie      | 0  | 0      | 3      | 3     |
| 14    | France       | 0  | 0      | 2      | 2     |
| 14    | Thaïlande    | 0  | 0      | 2      | 2     |
| 16    | Brésil       | 0  | 0      | 1      | 1     |
| 16    | Canada       | 0  | 0      | 1      | 1     |
| 16    | Japon        | 0  | 0      | 1      | 1     |
| 16    | Pays-Bas     | 0  | 0      | 1      | 1     |
| 16    | Corée du Sud | 0  | 0      | 1      | 1     |
| 16    | Ukraine      | 0  | 0      | 1      | 1     |
| Total | Total        | 10 | 10     | 20     | 40    |